# José Roque
Antônio José Roque da Silva, também conhecido como Zé Roque ou Roque da Silva, (São Paulo, 23 de março de 1964) é um físico brasileiro.  Desde 12 de julho de 2018, José Roque é o diretor-geral do Centro Nacional de Pesquisa em Energia e Materiais (CNPEM) e chefe do projeto de construção do novo acelerador síncrotron brasileiro, o Sirius. 

## Carreira
Em 1986, José Roque da Silva concluiu a graduação em física pela Universidade Estadual de Campinas (Unicamp). No mesmo ano, ingressou no programa de pós-gradução em física na mesma universidade, sob orientação de José Inácio Cotrin Vasconcellos.  Finalizado o mestrado em 1989, Roque da Silva foi para a Universidade da Califórnia em Berkeley, onde obteve o título de doutor em física em 1994.  A partir de 1998, passou a integrar o quadro de docentes da Universidade de São Paulo (USP).

Panorama do Sirius

Entre 2009 e 2018, José Roque ocupou o cargo de diretor do Laboratório Nacional de Luz Síncrotron e chefe do projeto de construção do novo acelerador síncrotron brasileiro, o Sirius. Em 12 de julho de 2018, ele assumiu o posto de diretor-geral do Centro Nacional de Pesquisa em Energia e Materiais (CNPEM).  Em 09 de maio de 2017, foi empossado como membro titular da Academia Brasileira de Ciências (ABC).  Em 2025, foi agraciado pela 37ª edição do Prêmio Almirante Álvaro Alberto para a Ciência e Tecnologia, concedido pelo CNPq em parceria com o Ministério da Ciência, Tecnologia e Inovação e a Marinha do Brasil.